# Ed Sarath
Edward W. „Ed“ Sarath (* um 1953) ist ein amerikanischer Musikwissenschaftler, Flügelhornist und Komponist, der vor allem im Bereich des Jazz und der Neuen Improvisationsmusik hervorgetreten ist.

## Leben und Wirken
Sarath spielte ab dem zehnten Lebensjahr Trompete; auf der Highschool fand er über Bill Chase seinen Zugang zum Jazz. Er studierte Musik an der Western Connecticut State University und der University of Iowa. Dort war er von 1984 bis 1987 Dozent und leitete zudem das Iowa City Jazz Orchestra. Daneben spielte er in eigenen Combos. 1987 wurde er als Hochschullehrer und Leiter des Jazzstudienganges an die University of Michigan in Ann Arbor berufen, für den er bis 2007 verantwortlich war. Er leitete das dortige Creative Arts Orchestra, das auch in New York auftrat, ein Album vorlegte und mit Gregg Bendian, Tim Berne/Michael Formanek sowie Oliver Lake auftrat, ebenso wie das Contemporary Jazz Orchestra. Er führte auch andernorts Meisterklassen durch, etwa an der Eastman School of Music, The New School, dem Pariser Konservatorium, der Royal Academy of Music in London oder der Sibelius-Akademie. In seinen musiktheoretischen Schriften zeigte er sich als origineller Denker, der sowohl ästhetische als auch Kognitionsaspekte des Musizierens berücksichtigt. 
Daneben ist Sarath als Flügelhornist und als Komponist tätig. Unter eigenem Namen legte er einige Alben vor. Für die WDR Big Band Köln komponierte er Rites of Passage, das mit den Solisten Dave Liebman und Michael Brecker 1998 uraufgeführt wurde. Im selben Jahr war die Premiere seiner Komposition Brahma, Vishnu, Siva, die im Folgejahr in Brasilien aufgeführt und aufgenommen wurde. 2002 schrieb er Trends of Time für Sinfonieorchester und Jazzquartett. Auch arrangierte er für Dave Liebman. Tom Lord zufolge war er zwischen 1986 und 2008 an zwölf Aufnahmen im Bereich des Jazz beteiligt, unter anderem von Graham Collier. 2008 war er an Brass Tactics von Michael Jefry Stevens beteiligt. Zudem ist er Gründungsmitglied und Vorsitzender der International Society for Improvised Music.

## Schriften
- Music Theory Through Improvisation: A New Approach to Musicianship Training. Routledge: London 2010
- Improvisation, Creativity, and Consciousness: Jazz as an Integral Template for Music, Education, and Society, SUNY: Albany 2013
- Olen Gunnlaugson, Ed Sarath, Heesoon Bai, Charles Scott (Hrsg.) Contemplative Approaches to Learning and Inquiry SUNY: Albany 2014
- Black Music Matters: Jazz and the Transformation of Music Studies.  Rowman and Littlefield, 2018

## Diskographische Hinweise
- Voice of the Wind (mit Dave Liebman, Joanne Brackeen, Cecil McBee, Billy Hart; Owl Records 1989)
- Last Day in May (mit Dave Liebman, Mick Goodrick, Harvie Swartz, Marvin Smitty Smith; Konnex Records 1991)
- Time Scape featuring Karl Berger (2000)
- New Beginnings (mit dem London Jazz Orchestra; 2004)